# نیکلای گوگول
نیکلای واسیلیِویچ گوگول (به روسی: Никола́й Васи́льевич Го́голь)‏ (۱۸۰۹–۱۸۵۲) نویسندهٔ بزرگ اوکراینی بود. گوگول بنیان‌گذار سبک رئالیسم انتقادی در ادبیات روسی و یکی از بزرگ‌ترین طنزپردازان جهان است.

## زندگی
گوگول در روستای بارچی در ایالت پولتاوا (واقع در اوکراین) به دنیا آمد. کودکی او در املاک خانوادگیشان در دهکدهٔ واسیلیِفکا سپری شد. در ۱۸۱۸ وارد مدرسهٔ شهرستان شد و سپس در دبیرستان علوم عالی شهر نیژین به تحصیل ادامه داد. پس از پایان دبیرستان به پترزبورگ رفت و امیدوار بود بتواند در آنجا شغل دولتی نان و آب‌داری به دست آورد، ولی پترزبورگ این امید را برآورده نساخت و گوگول مقامی بیش از یک کارمند ساده به دست نیاورد.
در ۱۸۲۹ منظومهٔ هانس کوشِل‌گارتِن را به چاپ رساند. این کتاب با موفقیتی روبه‌رو نشد و تقریباً تمام نسخه‌های آن را خود گوگول خرید و آتش زد. این ناکامی، نویسندهٔ نوپا را نسبت به ادبیات دلسرد کرد، ولی سرخوردگی او طولانی نبود. در سالهای ۱۸۳۱–۱۸۳۲ داستانهای منثور شبهایی در قصبهٔ نزدیک دیانکا منتشر شد و تحسین الکساندر پوشکین را برانگیخت. رمانتیسم این داستانها در مضمونهای افسانه‌ای و قصه‌وار آنها و نیز در به تصویر کشیدن زندگی خوش و بی‌غم مردم نمود می‌یافت. این اثر گویای عشق و علاقهٔ نویسنده به زادگاهش، اوکراین، و مردم آن است و در آن هنوز از خندهٔ تلخ و آمیخته به گریه که در مجموعهٔ بعدی داستانهای او با عنوان میرگورود (۱۸۳۵) احساس می‌شود خبری نیست. گوگول در میرگورود به نمایش زندگی پیش‌پاافتاده و مبتذل مردم عامی روی آورد. این نخستین بار بود که در ادبیات روس نیروی هولناک زندگیِ فاقد معنویت نمایان می‌شد و ریشه‌های اجتماعی آن آشکار می‌گشت.
گوگول از سال ۱۸۳۵ تا ۱۸۴۲ مشغول نگارش مجموعهٔ داستانهای پترزبورگی (شامل داستانهای دماغ، پرتره، کالسکه، بلوار نفسکی، یادداشتهای یک دیوانه و شنل) بود که در آنها استادیِ نویسنده در قلمروهای جدیدی جلوه می‌یافت: گوگول در این داستانها در مقام روایتگر شهرها رخ می‌نماید که عمق تضادهای اجتماعی موجود در شهر را به چشم دیده و دریافته است.
وی همزمان با نگارش داستانهای پترزبورگی، روی نمایشنامهٔ بازرس نیز کار می‌کرد. ذهن خلاق و جستجوگر نویسنده در این اثر در پی بسط و تعمیمهای گسترده و فراگیر بود. وی در اعتراف نویسنده نوشت: «من در بازرس عزمم را جزم کردم تا تمام پلشتیهای روسیه را در توده‌ای گرد آورم و یکباره همه‌شان را به تمسخر بگیرم.» بازرس در سال ۱۸۳۶ روی صحنه رفت. برخی از آن استقبال کردند و از موفقیت آن به وجد آمدند و گروهی دیگر نویسنده را به هجونویسی و افترا زدن به روسیه متهم کردند و او را «یاغی خطرناک» خواندند. این اتهامات و سرزنشها گوگول را به شدت تحت تأثیر قرار داد و او تصمیم گرفت به خارج از کشور سفر کند تا در «فراغت دوردستها» بتواند کتاب نفوس مرده را که تازه نوشتنش را شروع کرده بود، به پایان برساند.
زندگی نسبتاً آرام در رم و در میان آثار هنری نفیس موزه‌های شهر، تأثیر خوبی بر وضعیت روحی نویسنده نهاد و او در سال ۱۸۴۱ نگارش جلد نخست نفوس مرده را به پایان برد و پس از بازگشت به روسیه آن را منتشر ساخت. در این منظومهٔ منثور که در نوع خود منحصربه‌فرد است، گوگول تصویر غمباری از بحران اقتصادی، اجتماعی و معنوی نظام سرواژ و رعیت‌داری را ارائه می‌دهد و در همان حال، ماهیت درنده‌خوی گرایشهای سرمایه‌داری را که تازه داشتند در روسیه پا می‌گرفتند، آشکار می‌سازد. به گفتهٔ آلکساندر هرتسن، نویسنده و اندیشمند بزرگ روس، این کتاب «لرزه‌ای بر سراسر روسیه انداخت». ولی محافظه‌کاران همچنان به چشم هجونویس و افترازن به گوگول نگاه می‌کردند. این بدفهمیها تأثیر عمیقی بر وضعیت روحی نویسنده گذاشت و او را از لحاظ فکری و عقیدتی دچار تزلزل ساخت.
گوگول به منظور بیان نگرش‌های حقیقی خود نسبت به زندگی مردم روسیه و نسبت به آثار خود، در سال ۱۸۴۷ کتاب قطعات برگزیده از نامه‌نگاری با دوستان را منتشر کرد که در میان هواداران هنر او واکنشهای مختلفی برانگیخت. ویساریون بلینسکی، منتقد مشهور روس، در نامه‌ای که در تاریخ فرهنگ و ادبیات روسیه به نامه به گوگول مشهور شد، شدیداً او را محکوم کرد.
گوگول که احساس می‌کرد تکیه‌گاه‌های خود را در راه خدمت به حقیقت از دست می‌دهد، برای یافتن آرامش و اتکای معنوی به مذهب روی آورد. او امید بسیاری داشت که با تمام کردن نفوس مرده سرانجام نظر مساعد خوانندگان را نسبت به خود جلب کند. گوگول در بخش دوم این اثر قصد داشت نوزایی روسیه را نمایش دهد و اشراف‌زادگان والا و دارای افکار مترقی را به تصویر بکشد؛ ولی طرح او عملی نشد و اثر فاقد یکپارچگی ظاهری و درونی بود. گوگول در یک لحظهٔ سرخوردگی دستنویس جلد دوم نفوس مرده را سوزاند و چند روز بعد از دنیا رفت و در مسکو به خاک سپرده شد.
گوگول نویسنده‌ای بود با قریحهٔ استثنایی. تأثیر او بر نویسندگان پس از خود عظیم و همه‌جانبه است. گوگول جایگاه شیوهٔ رئالیسم انتقادی را در ادبیات محکم کرد و سمت و سویی در ادبیات روسیه به وجود آورد که بحق «محور گوگول» نام گرفت.

## آثار
- شب‌ها کنار دهکدهٔ دیکانکا (۱۸۳۱–۱۸۳۲) این مجموعه به صورت کامل با ترجمهٔ ضیاء فروشانی به فارسی ترجمه شده و توسط نشر خوارزمی در سال ۱۳۹۰ منتشر شده‌است.
- میرگرود (۱۸۳۵) از این مجموعه داستان کوتاه، داستانهای ملاک قدیمی و چطور ایوان ایوانویچ با ایوان نیکیفورویچ دعوا کرد توسط خشایار دیهیمی ترجمه شده‌است.
- تاراس بولبا (قسمتی از میرگرود؛ ۱۸۳۵) با ترجمهٔ قازار سیمونیان توسط انتشارات علمی فرهنگی منتشر می‌شود. چاپ اول ۱۳۴۳ انتشارات فرانکلین.
- آرابسک (۱۸۳۵) سه داستان از این مجموعه به فارسی منتشر شده‌است (داستان «تصویر» تحت عنوان «پرتره» ترجمه پرویز همتیان بروجنی انتشارات چشمه و داستانهای «بلوار نیفسکی» و «یادداشتهای یک دیوانه» ترجمه خشایار دیهیمی در کتاب «یادداشتهای یک دیوانه و هفت قصه دیگر» نشر نی).
- بینی (۱۸۳۶) ترجمهٔ خشایار دیهیمی در کتاب «یادداشتهای یک دیوانه و هفت قصه دیگر» نشر نی.
- کالسکه (۱۸۳۶) ترجمه خشایار دیهیمی
- شنل (۱۸۴۲) ترجمهٔ خشایار دیهیمی در کتاب «یادداشتهای یک دیوانه و هفت قصه دیگر» نشر نی
- روح‌های مرده (۱۸۴۲) ترجمهٔ کاظم انصاری؛ با نام «نفوس مرده» انتشارات فرهنگ معاصر، و ترجمه فریدون مجلسی با نام «مردگان زرخرید» انتشارات نیلوفر. این کتاب در لیست روزنامه گاردین (۱۰۰۰ رمان که هر شخص باید بخواند) قرار دارد.
- نمایشنامه بازرس (۱۸۳۶)، ترجمهٔ آبتین گلکار، انتشارات هرمس
- نمایشنامه عروسی (۱۸۴۲)، ترجمهٔ آبتین گلکار، انتشارات هرمس
- نمایشنامه قماربازان (۱۸۴۳) ترجمهٔ عبدالرحیم احمدی در کتاب «انتقام موحش و قماربازان» انتشارات دادار
- نمایشنامه دادخواهی ترجمه فرشته زنگنه، نشر فروغ سپهر
- پرتره ترجمهٔ پرویز همتیان بروجنی، نشر چشمه

| \| فهرست نویسندگان روس \|                     |
| آ ا ب پ ت ج چ خ د ر ز ژ س ش ف ک گ ل م ن و ه ی |
| فهرست نویسندگان روس                           |